# Teclistamab
Il teclistamab, conosciuto anche come Tecvayli, è un anticorpo monoclonale bispecifico, umanizzato, impiegato nel trattamento del mieloma multiplo recidivante e refrattario ad altre terapie. È un anticorpo che agisce su due diversi epitopi, avendo per target sia il recettore CD3 espresso sulla superficie dei linfociti T che il TNFRSF17, ossia l'antigene di maturazione dei linfociti B; quest'ultimo è espresso sulla superficie delle cellule neoplastiche nel mieloma multiplo a cellule B.

## Effetti collaterali
Tra gli effetti collaterali più frequenti si annoverano ipogammaglobulinemia, neutropenia, anemia (molto comune), dolori ossei, mialgie, astenia, trombocitopenia (molto comune), reazioni locali nel sito di iniezione, infezioni delle alte vie aeree, linfopenia (presente in oltre il 20% dei pazienti a cui è stato somministrato l'anticorpo), diarrea, polmonite, nausea, febbre, cefalea, tosse e costipazione.
Il teclistamab può inoltre provocare una sindrome da rilascio di citochine (CRS) potenzialmente letale; ha inoltre dimostrato una certa neurotossicità (grave nel 2,4% dei casi). La CRS si è verificata nel 72% dei pazienti trattati con l'anticorpo alla dose raccomandata (si è manifestata in forma grave nello 0,6% dei casi), mentre effetti neurotossici di qualunque entità sono stati osservati nel 57% dei pazienti.